# Werner Schwaff
Werner Schwaff (Peking, 1915. március 3. – Atlanti-óceán, 1943. május 31.) német tengeralattjáró-kapitány volt a második világháborúban.

## Pályafutása
Werner Schwaff 1936. április 3-án, a berlini nyári olimpiai játékok évében kezdte meg haditengerész pályafutását. Hajóját, hasonlóan évfolyamtársai tengeralattjáróihoz, az olimpiai karikák díszítették. Három hajó parancsnoka volt, amelyekkel három őrjáraton volt. Egy hajót süllyesztett el. 1943. május 31-én az Ortegal-foktól északnyugatra a Brit Királyi Légierő egy bombázója mélységi bombákkal megsemmisítette a hajóját. Schwaff és valamennyi bajtársa meghalt.

## Összegzés
| Hajója | Parancsnoki szolgálata               | Őrjáratok száma | Őrjáratok hossza (nap) | Eltalált hajók száma | Eltalált hajók vízkiszorítása (brt) |
| ------ | ------------------------------------ | --------------- | ---------------------- | -------------------- | ----------------------------------- |
| U–2    | 1942. május 16. – 1942. november 19. | 0               | 0                      | 0                    | 0                                   |
| U–333  | 1942. november 22. – 1943. május 17. | 2               | 91                     | 1                    | 5234                                |
| U–440  | 1943. május 20. – 1943. május 31.    | 1               | 6                      | 0                    | 0                                   |
|        | Összesen                             | 3               | 97                     | 1                    | 5234                                |

## Elsüllyesztett hajó
| Búvárhajó | Nap               | Hajó   | Nemzetisége | Vízkiszorítása (brt) |
| --------- | ----------------- | ------ | ----------- | -------------------- |
| U–333     | 1943. március 19. | Carras | Görögország | 5234                 |